# Alfons Siber
Alfons Siber (* 23. Februar 1860 in Schwaz; † 8. Februar 1919 in Hall in Tirol) war ein österreichischer Maler und Restaurator.

## Leben
Alfons Siber, das älteste von zehn Kindern eines Bezirksgerichtsbeamten, machte ab 1879 eine Lehre an der Tiroler Glasmalerei-Anstalt in Innsbruck. Von 1881 bis 1890 studierte er an der Akademie der bildenden Künste Wien, wo er mehrere Auszeichnungen (Lampi-Preis, Füger-Preis, Hof-Preis, Stremayr-Preis) und 1886 ein Stipendium der Tiroler Landstände erhielt. Zu seinen Lehrern zählten unter anderen Christian Griepenkerl und Josef Mathias Trenkwald. Nach einer kurzen Zeit in Wilten lebte er ab 1891 im Siber-Schlössl in Hall in Tirol, wo er als Maler und Restaurator tätig war.
Ab 1887 stelle Siber regelmäßig in Innsbruck aus. Er stand den „Jungtirolern“ um Arthur von Wallpach nahe. 1903 gründete er den Tiroler Künstlerbund, den er bis 1906 auch leitete, und initiierte dessen erste Jahresausstellung. Zu seinen Schülern gehörten Rafael Thaler, Toni Kirchmayr und Peter Sellemond.
Siber schuf zahlreiche Porträts und Landschaftsbilder. Sein besonderes Interesse galt großflächigen Darstellungen in Kirchen und Festsälen, wofür er allerdings nur wenige Aufträge erhielt. Als sein Hauptwerk gilt die Ausgestaltung der Haller Friedhofskapelle, die er zwischen 1900 und 1903 mit Wandmalereien von Christus, dem hl. Michael und symbolischen Darstellungen zu Tod und Ewigem Leben schmückte. Siber lieferte auch Kartons für die Tiroler Glasmalereianstalt für kirchliche und profane Buntglasfenster. Während Sibers Fresken und anderen Auftragswerke zumeist einem neugotisch-nazarenischen Stil entsprechend den Erwartungen der Auftraggeber folgen, zeigt sich in privaten Ölbildern seine Vorliebe für jugendstilhafte, sezessionistisch-dekorative Motive.
Neben seinen eigenständigen künstlerischen Arbeiten führte er häufig Restaurierungen, unter anderem an der Innsbrucker Spitalskirche, dem Brixner Domkreuzgang und dem Kreuzgang des Franziskanerklosters Schwaz durch, worüber er in den Mittheilungen der k. k. Central-Commission zur Erforschung und Erhaltung der Baudenkmale, deren Korrespondent er ab Ende der 1890er Jahre war, berichtete.
Zur 600-Jahr-Feier der Stadterhebung von Hall gestaltete er 1903 zusammen mit Josef Bachlechner dem Älteren einen Festumzug nach dem Vorbild Hans Makarts, für den er auch die Prologe schrieb. In der Folge organisierte er noch weitere Stadtfeste, Umzüge und dergleichen.
Siber war ein begeisterter Schifahrer und häufig am Glungezer unterwegs, wo er auch anderen die „Lilienfelder Skilaufmethode“ von Mathias Zdarsky beibrachte.

## Werke (Auswahl)
| Foto |                 | Baujahr   | Name | Standort                                | Beschreibung                               | Metadaten                                               |
| --- | --------------- | --------- | --- | --------------------------------------- | ------------------------------------------ | ------------------------------------------------------- |
| | Datei hochladen |           | Entwurf von Glasfenstern für die Kathedrale von Providence, Rhode Island, um 1885                                                                                               |                                         | Entwurf                                    | P84(Architekt): P131(Ort):                              |
| ja | Datei hochladen |           | Bildtafeln mit Engeldarstellungen, Schlosskapelle Mayerling, 1891 HERIS-ID: 66710 Objekt-ID: 79618                                                                              | Mayerling 3 Standort                    | → Hauptartikel : Schloss Mayerling f1      | P84(Architekt): P131(Ort):Alland Region-ISO:AT-3        |
| ja | Datei hochladen | 1891      | Deckenfresken, Wallfahrtskirche Maria Weißenstein (Übermalung der Fresken von Josef Adam Mölk, 1977 entfernt) · Wikidata                                                        | Standort                                | zerstört                                   | P84(Architekt): P131(Ort):Deutschnofen Region-ISO:IT-BZ |
| ja | Datei hochladen | 1896      | Restaurierung des Fassadenfreskos (ursprünglich 15. Jhdt.) des heiligen Sebastian und des vor ihm knienden Prälaten Sebastian Glatz, Pfarrkirche St. Nikolaus, Meran · Wikidata | Passiria, 3, 39012 Merano (BZ) Standort | → Hauptartikel : St. Nikolaus (Meran) f1   | P84(Architekt): P131(Ort):Meran Region-ISO:IT-BZ        |
| ja | Datei hochladen | 1900–1903 | Wandmalereien (Christus, hl. Michael und symbolische Darstellungen zu Tod und Ewigem Leben), Friedhofskapelle Hall                                                              | Hötzendorfplatz 5 Standort              | → Hauptartikel : Friedhof Hall in Tirol f1 | P84(Architekt): P131(Ort):Hall in Tirol Region-ISO:AT-7 |
| ja | Datei hochladen | 1903      | Mosaik am Guarinonihaus in Hall HERIS-ID: 39135 Objekt-ID: 38846 TKK: 70161 | Milser Straße 1 Standort                |                                            | P84(Architekt): P131(Ort):Hall in Tirol Region-ISO:AT-7 |
| ja [[Vorlage:Bilderwunsch/code!/C:47.262784,11.385286!/D:Deckenfresken, Kapelle des Kaiser-Franz-Josef-Jubiläums-Siechenhauses in Innsbruck '"`UNIQ--ref-0000001C-QINU`"' Innrain 53 Innenraumfoto der Kapelle!/\|BW]] | Datei hochladen | 1903      | Deckenfresken, Kapelle des Kaiser-Franz-Josef-Jubiläums-Siechenhauses in Innsbruck HERIS-ID: 39390 Objekt-ID: 39141 TKK: 116037                                                 | Innrain 53 Standort                     |                                            | P84(Architekt): P131(Ort):Innsbruck Region-ISO:AT-7     |
| ja | Datei hochladen | 1905      | Gedenksäule an Hans von Pienzenau, Langkampfen, 1905 HERIS-ID: 106638 Objekt-ID: 123830 TKK: 3287                                                                               | bei Kufsteiner Straße 45 Standort       |                                            | P84(Architekt): P131(Ort):Langkampfen Region-ISO:AT-7   |
| ja | Datei hochladen | 1906      | Entwurf Fassadenmosaik Allegorie von Handel und Gewerbe, Handelskammer Innsbruck HERIS-ID: 55564 Objekt-ID: 64269 TKK: 116150                                                   | Meinhardstraße 14 Standort              |                                            | P84(Architekt): P131(Ort):Innsbruck Region-ISO:AT-7     |
| ja | Datei hochladen | 1909      | Gemälde über dem Nordportal (hll. Candidus und Corbinian), Stiftskirche Innichen · Wikidata                                                                                     | Standort                                | → Hauptartikel : Stift Innichen f1         | P84(Architekt): P131(Ort):Innichen Region-ISO:IT-BZ     |